# Rhynchina imitans
Rhynchina imitans är en fjärilsart som beskrevs av W. Warren 1913. Rhynchina imitans ingår i släktet Rhynchina och familjen nattflyn. Inga underarter finns listade.